# Пролісок (дендропарк)
Про́лісок — дендрологічний парк місцевого значення в Україні. Розташований у межах Снятинського району Івано-Франківської області, в селі Устя. 
Площа 0,3 га. Статус надано згідно з рішенням обласної ради від 15.07.1993 року. Перебуває у віданні Устянської сільської ради. 
Статус надано з метою збереження дендрологічного парку, закладеного вчителями та учнями на території середньоосвітньої школи села Устя. Зростають рідкісні дерева. Облаштовані доріжки та географічний майданчик зі шкільною метеостанцією.